# دردار خفيف

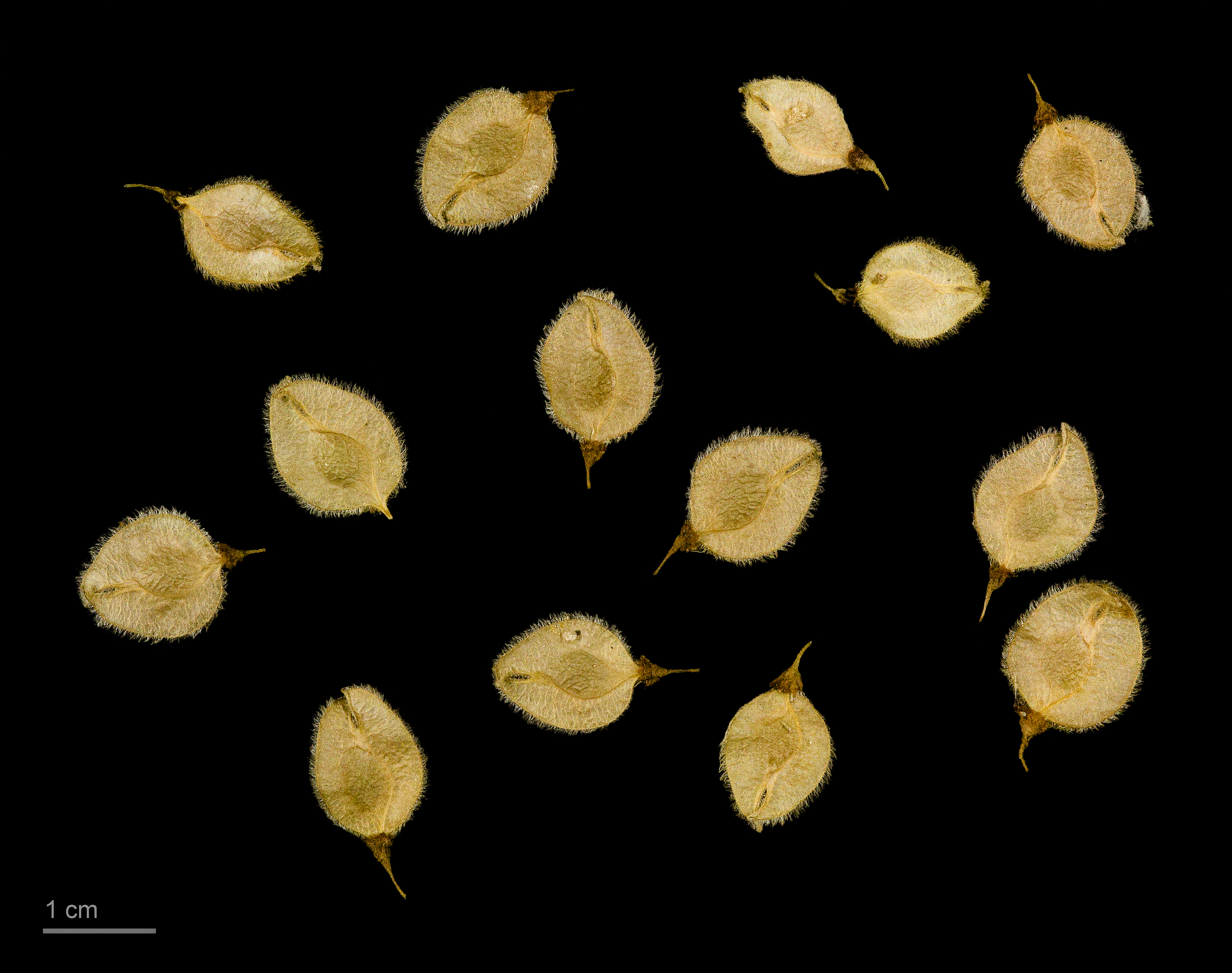
دردار خفيف

دردار خفيف (الاسم العلمي: Ulmus laevis) هو نوع نباتي يتبع جنس الدردار من فصيلة الدردارية.		
والدردار الخفيف هو شجرة نفضية كبيرة موطنها الأصلي أوروبا، من شمال شرق فرنسا إلى جنوب فنلندا، وشرقاً حتى جبال الأورال، وباتجاه جنوب الشرقي حتى بلغاريا وشبه جزيرة القرم. علاوة على ذلك، وجد عدد قليل من الأشجار في إسبانيا.